# 志摩町 (名古屋市)
志摩町（しまちょう）は、愛知県名古屋市西区・中村区の地名。現在の那古野・名駅の各一部に相当する。

## 歴史

### 町名の由来
『西区70年のあゆみ』によれば、江戸時代に当地に竹腰志摩守の下屋敷が所在したことに由来するという。

### 沿革
- 1901年（明治34年）4月17日 - 名古屋市広井町の一部により[1]、同市志摩町として成立[2]。
- 1908年（明治41年）4月1日 - 西区成立に伴い、同区志摩町となる[2]。
- 1938年（昭和13年）9月1日 - 一部が明道町に編入される[3]。
- 1944年（昭和19年）2月11日 - 一部が中村区に編入され、同区志摩町が成立する[4]。
- 1977年（昭和52年）10月23日 - 中村区志摩町の全域が名駅三丁目・四丁目に編入され、消滅[4]。また、西区志摩町の一部が那古野二丁目に編入される[4]。
- 1978年（昭和53年）10月15日 - 西区志摩町の残存区域の全域が那古野二丁目に編入され、消滅[4]。

## 交通
名古屋市電
- 名古屋市電上江川線
- 名古屋市電押切線

周辺の道路
- 江川線（名古屋市道江川線）